# 岡山県道291号黒忠井原線
岡山県道291号黒忠井原線（おかやまけんどう291ごう くろただいばらせん）は、岡山県井原市を通る一般県道である。

## 概要
井原市美星町黒忠から井原市西江原町に至る。

### 路線データ
- 起点：岡山県井原市美星町黒忠（岡山県道77号美星高山市線交点）
- 終点：岡山県井原市西江原町（西新町交差点、国道486号交点）
- 実延長：11.5 km[注釈 1][1]
- 道路管理者：岡山県（備中県民局井笠地域事務所）

## 歴史
かつて中世の三斉市でにぎわい発展した八日市（現：井原市美星町黒忠、井原市美星町星田、井原市芳井町花滝にまたがる地域。）と旧山陽道（西国街道）の七日市宿（現： 井原市七日市町。）を結んでいた街道（旧八日市往来）が原型となっている路線である。

### 年表
- 1960年（昭和35年）3月18日 - 岡山県告示第335号により認定される。
- 1972年（昭和47年）頃 - 現行の県道番号に変更される。
- 1993年（平成5年）5月11日 - 建設省から、県道黒忠井原線の一部を美星高山市線として主要地方道に指定される[2]。
- 1994年（平成4年）4月1日 - 小田郡美星町大字黒忠地内の一部区間が主要地方道として岡山県道77号美星高山市線に認定され、起点が変更となる[注釈 2]。
- 2005年（平成17年）3月1日 - 小田郡美星町と後月郡芳井町が、井原市に編入となり、起点および通過地の地名が変更となる（起点：小田郡美星町大字黒忠→井原市美星町黒忠、通過地：後月郡芳井町大字花滝→井原市芳井町花滝）。

## 路線状況
車線数は1 - 2車線。地図上では井原市美星町黒忠地内と井原市街とを短絡で結び、国道313号をショートカットする路線に見えるものの、1.5 - 2車線化がなされていない離合困難区間もあり、国道313号の迂回目的での利用には向かない。
また、井原市西江原町地内の国道486号との接続部は、一方通行となっており、上りの北方向へしか進めない。そのため、南方向の下りから国道486号に出るには、国道486号との接続部手前で井原市道に迂回する必要がある。ただし、大型車の通り抜けは困難であり、大型車は岡山県道166号美袋井原線などに迂回する必要がある。

### 並行する旧街道
- 八日市往来

笠岡往来、成羽往来とも。かつて中世の三斎市でにぎわい、発展した八日市（現：井原市美星町黒忠、井原市美星町星田、井原市芳井町花滝にまたがる地域。）を中心に各地を結ぶ。

## 地理

### 通過する自治体
- 岡山県
  - 井原市

### 交差する道路
| 交差する道路                         | 交差する場所 | 交差する場所        |
| ------------------------------------ | ------------ | ------------------- |
| 岡山県道77号美星高山市線             | 美星町黒忠   | 起点                |
| 岡山県道407号野上矢掛線              | 野上町       |                     |
| 岡山県営広域営農団地農道井原芳井地区 | 青野町       |                     |
| 岡山県道166号美袋井原線              | 西江原町     |                     |
| 国道486号                            | 西江原町     | 西新町交差点 / 終点 |

### 沿線
- 八日市の町並み（井原市美星町黒忠、美星町星田、芳井町花滝）
  - 首なし地蔵（井原市美星町黒忠）
- 星尾神社（井原市美星町星田）
- 井原市立青野小学校（井原市青野町）
- 青野ダム（井原市青野町）
- 那須氏一族の墓（井原市青野町）
- 葡萄浪漫館（ぶどうの里・青野（グレープアイランド）、井原市青野町）
- 興譲館（興譲館高等学校、井原市西江原町）